# Joe Rogan
Joe Rogan, właśc. Joseph James Rogan (ur. 11 sierpnia 1967 w Newark) – amerykański komentator sportowy, prezenter telewizyjny, komik (stand upper) i aktor filmowy. W latach 2001–2006 oraz 2011–2012 prowadził reality show Fear Factor a od 1997 komentował gale mieszanych sztuk walki (MMA) organizacji Ultimate Fighting Championship. Od 2009 prowadzi swój podcast The Joe Rogan Experience. Posiada czarny pas w taekwondo i brazylijskim jiu-jitsu.

## Życiorys

### Wczesne lata
Urodził się w Newark w stanie New Jersey w rodzinie pochodzenia włoskiego i irlandzkiego. Jego ojciec był policjantem. Kiedy miał pięć lat, jego rodzice rozwiedli się. Ma przyrodniego brata Bryana Callena. W okresie wczesnego dzieciństwa kilkukrotnie wraz z rodziną zmieniał miejsce zamieszkania, by ostatecznie osiąść w Newton Upper Falls w Massachusetts. W 1985 ukończył Newton South High School.
Jako 14-latek zaczął trenować karate, a mając 15 lat uczył się „starego stylu” taekwondo od Jae Hun Kima, jednego z bezpośrednich uczniów generała Choi Hong-hi. W wieku 21 lat miał na swym koncie około 100 walk i czarny pas taekwondo. Osiągał spore sukcesy, wygrywając mistrzostwa US Open i czterokrotnie zostając mistrzem stanu Massachusetts w formule full-contact.
Zainteresował się boksem i boksem tajskim, biorąc udział w trzech amatorskich walkach (rekord 2-1). W 1996, po obejrzeniu walk Royce Gracie na galach Ultimate Fighting Championship rozpoczął treningi brazylijskiego jiu-jitsu. Zdobył czarny pas pod Eddiem Bravo i Jean Jacquesem Machado. Uczęszczał na University of Massachusetts Boston, jednak ostatecznie nie ukończył studiów, ponieważ uznał, że nie są mu potrzebne.

### Kariera aktorska i komika
Joe Rogan często rozśmieszał i zabawiał swoich znajomych z klubu, którzy zachęcali go na występy stand-up przed publicznością. Rogan przygotowywał się prawie sześć miesięcy, zanim 27 kwietnia 1988 zadebiutował w klubie komediowym Stitches w Bostonie. Przez kolejne miesiące starał się rozwijać swoją nową pasję, występując w małych klubach, na imprezach czy wieczorach kawalerskich.
Podczas jednego z występów został dostrzeżony przez „łowcę talentów” Jeffa Sussmana, który zaproponował mu zostanie jego menadżerem. W 1990 przeniósł się do Nowego Jorku zostając pełnoetatowym komikiem.
W 1994 wyjechał do Los Angeles by spróbować rozwinąć swoją karierę. Tam dostał małą rolę w programie komediowym Half-Hour Comedy Hour produkowanym przez MTV. W tym samym roku zagrał w sitcomie Hardball emitowanym w FOX, a międzyczasie występował standupowo w klubie The Comedy Store w Hollywood. W latach 1995–1999 grał w emitowanym przez NBC sitcomie NewsRadio. W latach 2001–2006 i 2011–2012 zaprezentował się szerszej publiczności jako prowadzący reality show Fear Factor.
Występował gościnnie w epizodycznych rolach w serialach, w tym Ja się zastrzelę (2002), Dzień dobry, Miami (2003) czy Chappelle’s Show (2003–2004), a także w filmach – Venus & Vegas (2010), Heca w zoo (2011) czy Mocne uderzenie (2012).
W 2009 wystartował ze swoim podcastem The Joe Rogan Experience, do którego zaprasza często znane osobistości ze świata popkultury czy sportu.

### Ultimate Fighting Championship
Od 1997 pracował również jako prezenter w Ultimate Fighting Championship (UFC), organizacji promującej mieszane sztuki walki. W 2002 razem z Mikiem Goldbergiem został stałym komentatorem gali UFC.
W latach 2005–2008 był spikerem programów realizowanych przez UFC, w tym reality show The Ultimate Fighter.
Rogan jest cenionym krytykiem i komentatorem MMA. Sześciokrotnie był nagradzany podczas World MMA Awards w kategorii „Osobowość roku w MMA”. W 2010 i 2011 został „Najlepszym komentatorem telewizyjnym” według Wrestling Observer Newsletter.

## Życie prywatne
W 2009 poślubił Jessicę Ditzel. Para ma dwójkę dzieci.
Zapalony myśliwy i zwolennik legalizacji marihuany.

## Filmografia

### Seriale TV
- 1994: Hardball jako Frank Valente
- 1995–1999: NewsRadio jako Joe Garrelli
- 1996: Mad TV – w roli samego siebie
- 1997–2002: Ultimate Fighting Championship jako przeprowadzający wywiad
- od 2002: Ultimate Fighting Championship jako komentator
- 2001–2006, 2011–2012: Fear Factor – prowadzący
- 2002: Ja się zastrzelę jako Chris
- 2003: Dzień dobry, Miami – w roli samego siebie
- 2003–2004: Chappelle’s Show – w roli samego siebie
- 2005–2008: The Ultimate Fighter jako spiker
- 2015: Dolina Krzemowa – w roli samego siebie

### Filmy
- 2011: Heca w zoo jako Gale
- 2012: Mocne uderzenie – w roli samego siebie

## Wyróżnienia
- 2011, 2012, 2014, 2015, 2016: World MMA Awards – Osobowość Roku
- 2010, 2011: Wrestling Observer Newsletter – Najlepszy komentator